# 화순 동복 연둔리 숲정이
화순 동복 연둔리 숲정이(和順 同福 連屯里 숲정이)는 대한민국 전라남도 화순군 동복면에 있는 숲이다. 화순군의 향토문화유산 제12호로 지정되었다가, 2006년 12월 27일 전라남도의 기념물 제237호로 승격 지정되었다.

## 설명
이 숲정이는 동복천변 둔동마을 앞에 700여m가 남북으로 길게 형성되어 있다. 마을 앞에는 1600년경에 조성된 둔동보가 있으며 이 숲정이는 1500년경에 마을이 형성되면서 마을을 보호하고자 인공으로 조성한 것이다.
현장조사 결과 227그루의 수종이 전체의 숲정이를 이루고 있다. 이는 현존하는 숲정이 식생의 계층구조나 수령을 통해 볼 때 인공적으로 조성되었으며 최근에도 숲정이의 지속적인 보존을 위해 마을 주민들이 조금씩 식재하고 있다.
수중보 아래 왕버들은 자연적으로 자란 노거수로 그 수령이 마을 형성시기 이전의 것으로 추정된다. 왜냐하면 갯버들이나 왕버들은 하천에서 자라는 마지막 수목이기 때문이다.
조사한 결과 흉고 직경 5-20cm가 72그루로 전체 31.7%로 가장 많은데 이는 수령이 50년 전후로 추정되며, 흉고 직경 61~80cm은 45그루로 전체 19.8%로 수령이 100~200년으로 추정된다. 또한 흉고 직경 100cm이상 인 것은 느티나무, 서어나무, 검팽나무, 왕버들로 마을이 형성되어 방수목적으로 조성되었으며 마을 형성 시기인 1500년 이후 식재한 것으로 추정된다.
숲정이란 마을근처의 숲을 가리키는 순수한 우리말인데 인공림의 모두가 조상들의 깊은 뜻이 담겨 있는 것으로 소중하게 지켜야할 문화유산이다.
그런 의미에서 동북면 연둔리 숲정이는 역사적으로 유적의 가치가 뛰어나다.

## 참고 문헌
- 화순 동복 연둔리 숲정이 - 국가유산청 국가유산포털